# Cátedra Richardson de Matemática Aplicada
A Cátedra Richardson de Matemática Aplicada (em inglês:  Richardson Chair of Applied Mathematics) é um cargo de professor da Escola de Matemática da Universidade de Manchester, Inglaterra. A cátedra foi fundada por uma dotação de £3.600 de John Richardson, em 1890. A dotação foi originalmente utilizada para financiar o professor leitor Richardson de Matemática. Um de seus professores foi John Edensor Littlewood (1907-1910). A posição foi suprimida em 1918, mas recriada para matemática pura entre 1935 e 1944. Outro interregno seguiu até 1998, quando foi então estabelecida a Cátedra Richardson de Matemática Aplicada. Desde 1998 seu ocupante é Nicholas Higham.

## Professores da cátedra
- F. T. Swanwick, matemática
- John Edensor Littlewood (1907-1910), matemática
- H. R. Hasse (1910-1912), matemática
- W. D. Evans (1912-1918), matemática
- W. N. Bailey (1935-1944), matemática pura
- Nicholas Higham (1998), matemática aaplicada

A Escola de Matemática possui três cátedras, sendo as outras duas a Cátedra Beyer de Matemática Aplicada e Professor Fielden de Matemática Pura.